# Station Gniewkowo
Station Gniewkowo is een spoorwegstation in de Poolse plaats Gniewkowo.